# Sople (Bihale)
Sople – przysiółek wsi Bihale w Polsce, położony w  województwie podkarpackim, powiecie lubaczowskim, gminie Wielkie Oczy, na Płaskowyżu Tarnogrodzkim, w dolinie Lubaczówki.
W latach 1975−1998 przysiółek administracyjnie należał do województwa przemyskiego.
Wierni Kościoła rzymskokatolickiego należą do parafii Opieki Matki Bożej Uzdrowienia Chorych w Bihalach.

## Oświata
Początki szkolnictwa w Soplach, są datowane na 1907 rok, gdy powstała "szkoła eksponowana" - Sople ad Bihale. Przydatnym źródłem archiwalnym do poznawania historii szkolnictwa w Galicji są austriackie Szematyzmy Galicji i Lodomerii, które podają wykaz szkół ludowych, wraz z nazwiskami ich nauczycieli.
Nauczyciele kierujący.
1907-1908. Maria Kędzielawa.
1908-1910. Karolina Czaplakówna.
1910-1912. Jan Bartman.
1912-1914. Jan Marcinek.